# Przyrzecze, West Pomeranian Voivodeship
Przyrzecze [pʂɨˈʐɛt͡ʂɛ] (trước đây là Wartenstein của Đức) là một ngôi làng thuộc khu hành chính của Gmina Brzeżno, thuộc quận Świdwin, West Pomeranian Voivodeship, ở phía tây bắc Ba Lan. Nó nằm khoảng 8 kilômét (5 mi) phía đông Brzeżno, 13 km (8 mi) về phía đông nam của Świdwin và 92 km (57 mi) về phía đông của thủ đô khu vực Szczecin.
Trước năm 1945, khu vực này là một phần của Đức. Đối với lịch sử của khu vực, xem Lịch sử của Pomerania.